# خط ۳ اسکاربرو
خط ۳ اسکاربرو (انگلیسی: Line 3 Scarborough) یک خط ترانزیت سریع سبک است که بخشی از سیستم متروی تورنتو در تورنتو، انتاریو، کانادا است. این خط به‌طور کامل در منطقه حومه ای اسکاربرو، تورنتو، شامل شش ایستگاه مترو و ۶٫۴ کیلومتر (۴٫۰ مایل) مسیر عمدتاً مرتفع مترو است.